# ヴォイス・オブ・ヘドウィグ
『ヴォイス・オブ・ヘドウィグ』（ 英： Follow My Voice: With the Music of Hedwig ）は、 2006年に製作されたアメリカのドキュメンタリー映画。キャサリン・リントン監督。

## キャスト
- ジョン・キャメロン・ミッチェル
- オノ・ヨーコ
- ヨ・ラ・テンゴ
- フランク・ブラック
- ザ・ブリーダーズ
- ベン・フォールズ
- ベン・リー
- ベン・クウェラー
- ルーファス・ウェインライト
- ザ・ポリフォニック・スプリー
- ジョナサン・リッチマン
- スリーター・キニー
- ゼイ・マイト・ビー・ジャイアンツ

## 上映
- 2009年(第4回)青森インターナショナルLGBTフィルムフェスティバル(7月25日)
- 2010年(第6回)香川レインボー映画祭(10月10日)